# Toxomerus undecimpunctatus
Toxomerus undecimpunctatus är en tvåvingeart som först beskrevs av Günther Enderlein 1938.  Toxomerus undecimpunctatus ingår i släktet Toxomerus och familjen blomflugor. Inga underarter finns listade i Catalogue of Life.